# Csien Lin
Linlin (リンリン; Hangcsou, Csöcsiang tartomány, 1991. március 11. –), születési nevén Csian Lin (銭琳, Qian Lin), kínai származású japán énekesnő. 2007-től Hello! Pro Egg, majd a Morning Musume nyolcadik generációjának tagja.

## Élete

### 1999
1999-ben a helyi televízió felfigyelt rá, és azóta is folyamatosan jelen van a szórakoztatóiparban.

### 2007–2008
2007-ben Cunku egy barátja ajánlására adta hozzá Linlint a H!P Eggshez, március 15-én pedig már azt jelentették be, hogy Dzsundzsunnal együtt ő is csatlakozik a Morning Musume már meglévő nyolcadik generációjához. Ennek az oka az volt, Cunku kettőjüket tekintette a kulcsnak, amivel a csapat Ázsia szerte ismertté válhat majd. 2008-ban debütált, augusztusban pedig részt vett a Morning Musume Hamupipőke musicalében a Takarazuka színpadán.

### 2009–2011
2009-ben az újjá alakuló Minimoni, a Sin Minimoni vezetője lett. 2010 júniusában tagja lett az Ex-ceednek, de ezután nem sokkal Cunku bejelentette, hogy ő is és Dzsundzsun is, Kamei Eri búcsúkoncertjén elhagyják a csoportot, hogy művészi karrierjüket Kínában folytathassák. 2011 júniusában visszatért Japánba, és az Up Up Girlsből Szaho Akarival felléptek a Chinese girl’s Harajuku divatbemutatón Kínában.

### 2012–2013
2012 nyarán elgázolta egy motoros, aki segítségadás nélkül továbbhajtott. Linlin nem sérült meg súlyosan, de a dolog nagyon bántotta. 2013 januárjában bejelentették, hogy hamarosan szólistaként debütál Kínában, első albuma tavasszal jelent meg. Szeptemberben részt vett a 48. Golden Bell Awardson.

## Diszkográfia
- Zhàn Dòu (2013. június 19.)